# Totea, Gorj
Totea este un sat în comuna Licurici din județul Gorj, Oltenia, România.

## Vezi și
- Biserica „Sfântul Nicolae” din Totea

 Acest articol despre o localitate din județul Gorj este deocamdată un ciot. Puteți ajuta Wikipedia prin completarea lui.